# Storie di Furio Camillo

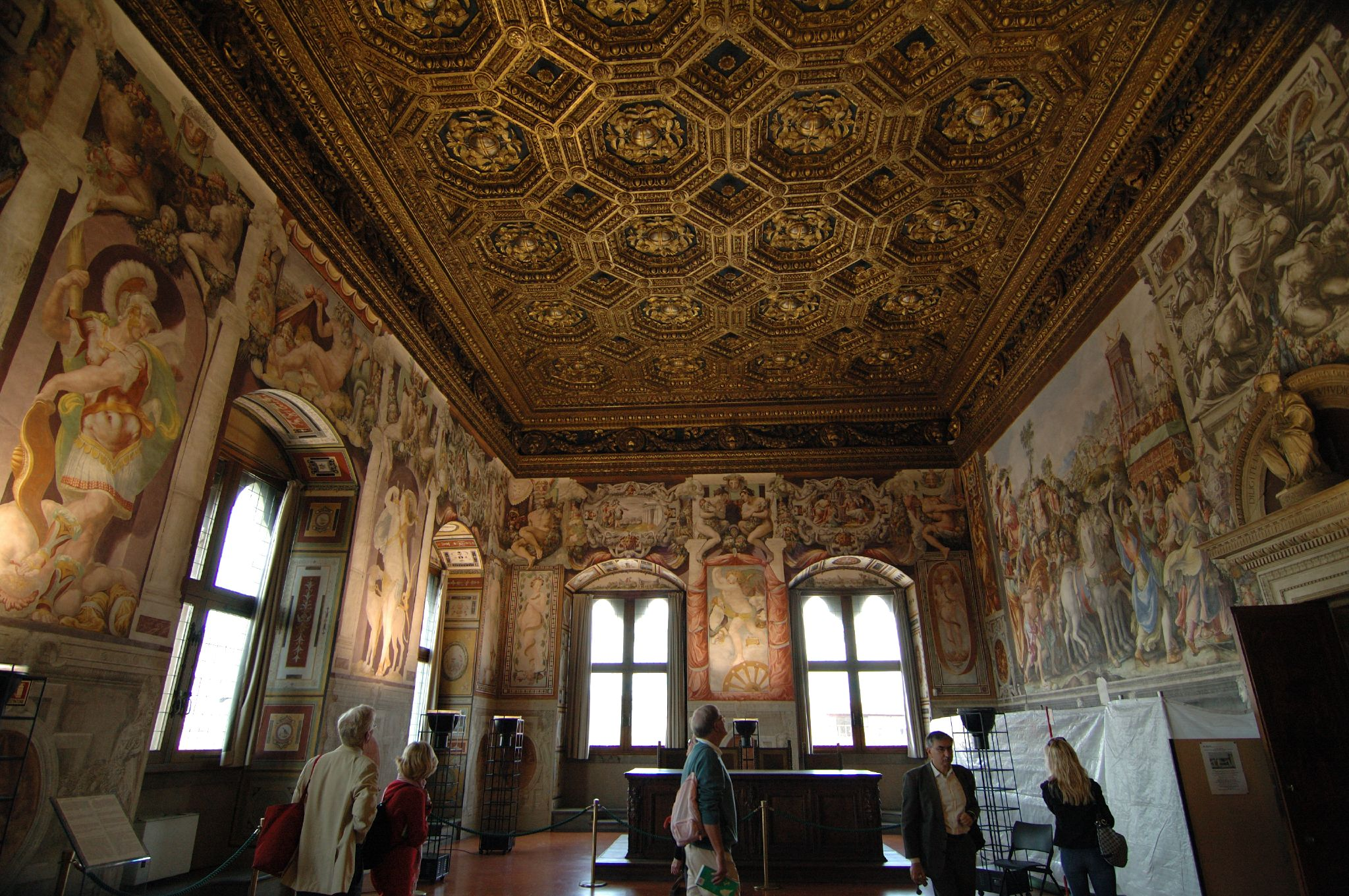
Sala dell'Udienza di palazzo Vecchio

Le storie di Furio Camillo sono un ciclo di affreschi di Francesco Salviati e aiuti, databile al 1543-1545 e collocato nella Sala dell'Udienza di palazzo Vecchio a Firenze, uno degli ambienti del Quartiere dei Priori al secondo piano.

## Storia
Nell'organizzazione interna dell'antico palazzo dei Priori, si trovava qui l'Aula Grande, composta da questa sala e dall'adiacente Sala dei Gigli e posta esattamente sopra la Sala dei Duegento. Nel 1470-1472, per dotarsi di una sala per le riunioni e di una per le udienze, fu incaricato Benedetto da Maiano di erigere una parete non portante, che da allora separa i due ambienti.
La decorazione ad affresco risale all'epoca di Cosimo I de' Medici, il primo duca che andò a vivere nel palazzo, e venne realizzata tra il 1543 e il 1545. Salviati, fiorentino di origine ma che aveva lavorato a lungo a Roma, si ispirò alla tradizione della scuola di Raffaello, avvalendosi della collaborazione di Domenico Romano.

## Descrizione

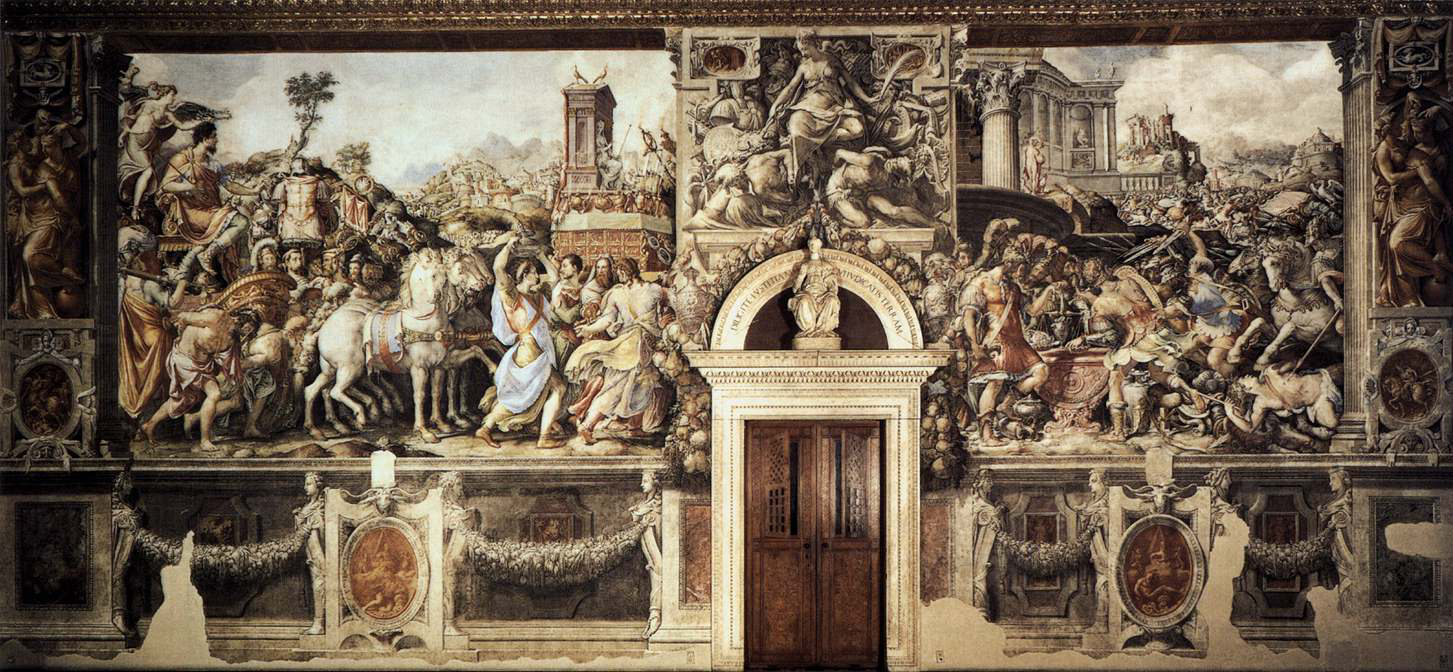
Parete maggiore

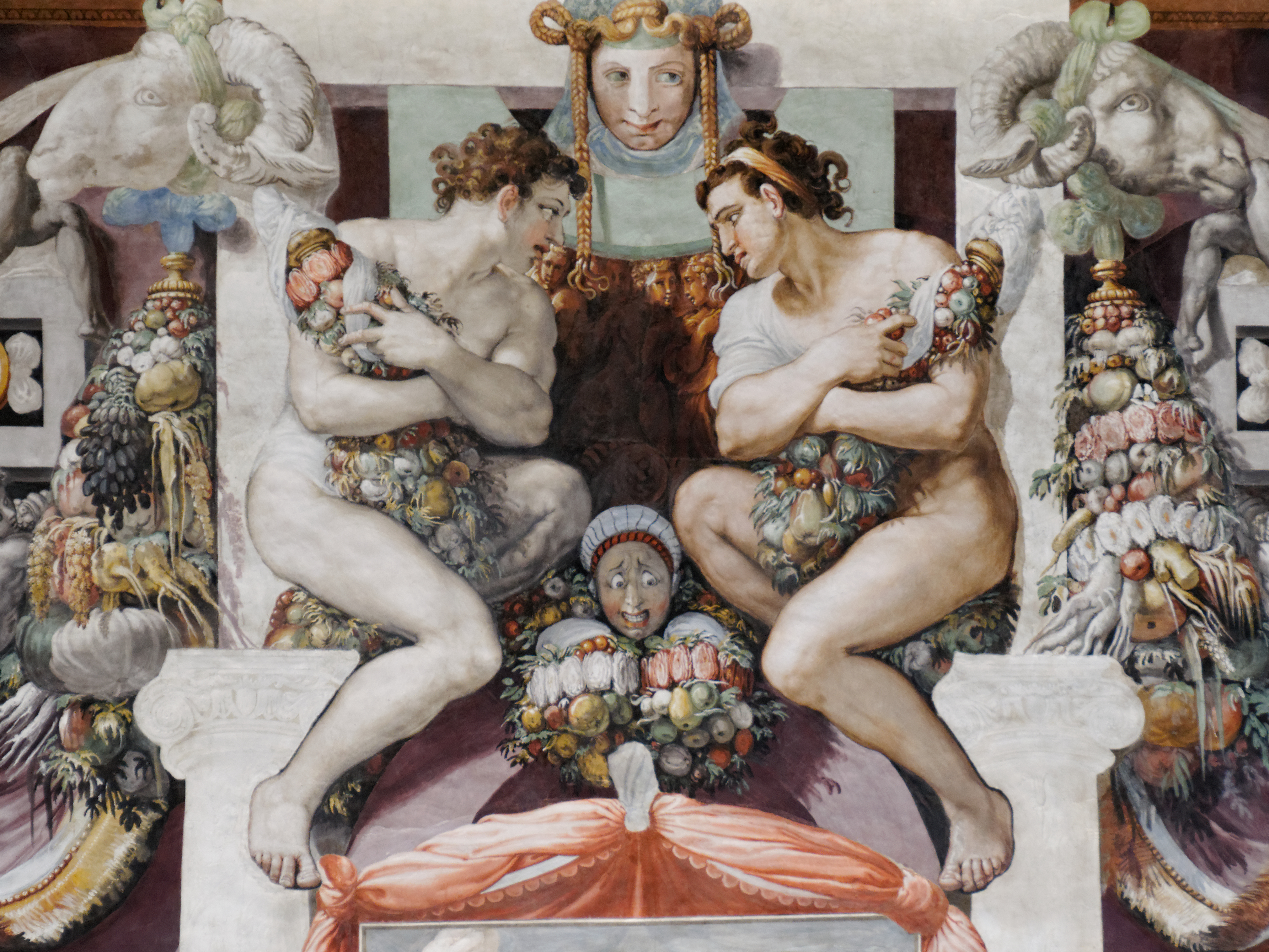
Dettaglio

Le pareti sono decorate, nelle scene principali, dalle storie di Furio Camillo, generale romano che di ritorno dall'esilio liberò Roma dagli invasori Galli Boi nel 390 a.C. L'allusione simbolica era evidentemente legata alla ripresa della città di Firenze da parte di Cosimo dopo la morte violenta del suo predecessore Alessandro, e alla sconfitta e cacciata dei dissidenti. 
Le scene si dispiegano su un unico registro principale, con la fascia inferiore occupata da festoni e medaglioni a monocromo. Essendo una sala d'angolo del palazzo, un lato lungo e uno breve sono interessanti da un totale di cinque finestre, tra le quali si inseriscono allegorie scene più piccole, mentre sui due lati interni si trovano due scene più grandi, divise dai rispettivi portali, con in mezzo altre allegorie e divinità, tutte legate al tema del Tempo e dell'eternità. 
La prima di queste scene maggiori si trova a sinistra della parete maggiore e rappresenta il Trionfo di Camillo dopo la conquista di Veio, incoronato dalla Fama e preceduto da un carro con la statua di Giunone. Sopra la porta l'Allegoria della Pace che brucia le armi. Segue un'altra scena maggiore, Camillo che irrompe armato durante la pesa dell'oro sottratto da Brenno ai Romani.
Nella parete seguente Camillo sconfigge i Galli nei pressi di Ardea, il Sacrificio di Isacco tra le allegorie di Carità, Fortezza, Speranza e Fede e l'Assedio di Falerii, quando Camillo fa bastonare il maestro che aveva tradito la sua città. 
Le storie proseguono quindi nei medaglioni sopra le finestre dell'altro lato maggiore: gli Abitanti di Sutri supplicano Camillo di liberare la loro città dagli Etruschi, l'Allegoria di Firenze, dell'Arno e dei Medici e una scena non pienamente chiarita, di Camillo che esce dalla sua tenda e va in battaglia. Tra le finestre, da sinistra, gli dei Kairos (Cronos), Marte che sottomette un Gallo, Diana e un'Allegoria del Tempo con gli attributi di Fede e Speranza.
Nell'ultima parete, quella nord, due scene chiudono il ciclo sopra le finestre: Camillo inaugura un Tempio e Camillo riceve la carica di dittatore. Tra le finestre Hecate (dea egizia della luna), l'Allegoria del Favore e Phanes (dioe egizio del sole).